# 摆渡人 (2007年电影)
《摆渡人》（英語：The Ferryman）是2007年新西兰惊悚恐怖片，导演克里斯·格雷厄姆，主演约翰·拉里斯·大卫、克里·福克斯、朱利安·阿拉汉加。

## 剧情
苏兹等一群富有冒险精神的新西兰青年驾船从新西兰前往斐济度假期。当他们来到南太平洋中央时，海上大雾弥漫，通讯全部中断。一艘小渔船靠近他们，一个自称希腊人的怪人登上他们的船，从此船上出现了一系列的诡异事件。

## 演出
- 约翰·里斯-戴维斯 出演 希腊人
- 克里·福克斯（英语：Kerry Fox） 出演 苏兹
- 朱利安·阿拉汉加（英语：Julian Arahanga） 出演 扎尼
- 塔梅尔·哈桑 出演 大戴夫
- 克里格·霍尔（英语：Craig Hall (actor)） 出演 克里斯·汉密尔顿
- 安珀·塞恩斯伯里（英语：Amber Sainsbury） 出演 凯西
- 劳伦斯·马克奥雷 出演 斯奈克